# Jean Charles Abbatucci (Politiker)

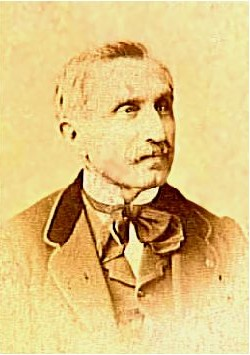
Jean Charles Abbatucci

Jean Charles Abbatucci (* 25. März 1816 in Zicavo; † 29. Januar 1885 in Paris) war ein französischer Jurist und Politiker. 1848 wurde er Generalstaatsanwalt am Appellationshof von Paris, von 1849 bis 1851 war er Deputierter in der Nationalversammlung. 1852 wurde er Maître des requêtes beim Staatsrat. Von 1872 bis 1876 und von 1877 bis 1881 saß er erneut in der Nationalversammlung. Zudem war er Vorsitzender des Conseil Général de la Corse.